# Mertseger (regina)
Mertseger (fl. XIX secolo a.C.) è stata una regina egizia della XII dinastia. La sua effettiva esistenza è oggetto di dibattito.

## Biografia
La regina Mertseger compare, in qualità di moglie del grande faraone Sesostri III (1879 a.C. – 1846 a.C.), in fonti risalenti al Nuovo Regno. Stando a questi documenti, sarebbe stata la prima regina egizia insignita del titolo di Grande sposa reale, che sarebbe poi divenuto il titolo distintivo di tutte le mogli principali dei sovrani d'Egitto. Sarebbe anche stata la prima regina dal nome (uguale a quello dell'omonima dea cobra) scritto all'interno di un cartiglio. Siccome nessuna fonte coeva a Sesostri III o al Medio Regno menziona Mertseger, alcuni egittologi hanno ipotizzato che possa trattarsi di un'invenzione del Nuovo Regno. 
Insieme a Khenemetneferhedjet II e Neferthenut, è una delle tre mogli conosciute di Sesostri III (una quarta potrebbe essere stata Sithathoriunet). Compare su una stele frammentaria, risalente al Nuovo regno (EA846), conservata al British Museum a Londra, e in un'iscrizione a Semna risalente al regno di Thutmose III, ovvero alla metà del XV secolo a.C.